# Hywel de Goede

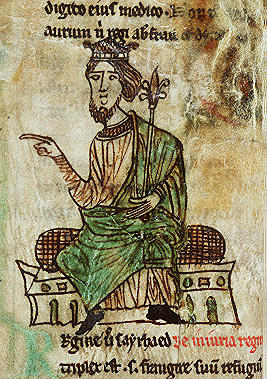
Afbeelding van een Welshe koning, naar men aanneemt Hywel Dda

Hywel ap Cadell, beter bekend als Hywel Dda (Hywel de Goede) (overleden 949) was koning van Deheubarth (Zuidwest-Wales) van 910 tot zijn dood, en later ook koning van Gwynedd (Noord-Wales). Hij staat bekend als de persoon die verantwoordelijk is voor geschreven wetten in Wales.
In 910 volgde Hywel samen met zijn broer Clydog zijn vader Cadell ap Rhodri op als koning van Deheubarth. Ze regeerden het rijk gezamenlijk tot Clydogs dood in 920. Hywel was getrouwd met Elen, een dochter van Llywarch ap Hyffaid, de een-na-laatste koning van Dyfed, dat door zijn vader Cadell was veroverd en samengevoegd met Seisyllwg tot Deheubarth.
In 918 onderwierpen Hywel en Clydog zich formeel aan koning Edward van Wessex. Deze onderwerping lijkt echter weinig praktische betekenis gehad te hebben. Dit veranderde toen in 924 Edwards zoon Athelstan koning werd. Van 924 tot ca. 937 en ook weer onder Edred (vanaf 946) bevond Hywel zich vaak bij de Engelse koning aan het hof, wat blijkt uit het grote aantal documenten waar hij als getuige genoemd staat. Zijn vroege positie op de lijst (na de koning zelf en de aartsbisschoppen, maar voor de gewone bisschoppen, de edelen en de koningen van andere rijken in Wales en Strathclyde) geeft aan dat hij een hoge status aan het hof had.

Wales ten tijde van Hywel Dda. De lichtblauwe gebieden stonden bij zijn dood onder zijn bewind, de oranje gebieden vormden Morgannwg, rood is Engeland

In 942 sneuvelde Idwal Foel, de koning van Gwynedd die in opstand was gekomen tegen de opperheerschappij van Wessex. Hywel trok hierna op tegen Gwynedd en liet zich tot koning uitroepen. In 944 voegde hij ook het kleinere Welshe koninkrijk Brycheiniog toe aan zijn rijk.
Na Hywels dood in 949 ging Deheubarth over op zijn zonen Owain, Rhodri en Edwin. In Gwynedd claimden de zonen van Idwal (Iago, Idwal, Rhodri en Meurig) de macht. Het kwam tot een veldslag tussen beide groepen broers, die door de zonen van Idwal gewonnen werd.

## Wetten
Hywel kreeg in de 12e eeuw de bijnaam 'Dda', omdat hij verantwoordelijk werd geacht voor de wetten van Wales. Het is onduidelijk in hoeverre dit correct is, maar geschiedkundigen achten het wel waarschijnlijk, onder meer vanwege zijn relatie met Athelstan, die in Engeland een vergelijkbare rol heeft gespeeld. Overigens gaat het hier niet om het opstellen van nieuwe wetten, maar om de codificatie van bestaande, tot dan toe slechts mondeling overgeleverde wetten. De precieze inhoud is niet bekend, omdat bestaande kopieën van veel latere datum zijn, en er vaak toevoegingen, annotaties en uitlegging werden toegevoegd, die bij verder kopiëren niet van het origineel te onderscheiden zijn.
Volgens de legende ondernam Hywel Dda voor het opstellen van zijn wetboek een reis naar Rome (vermoedelijk in 928), en riep later 6 mannen uit elke cantref in Wales bijeen in zijn jachtresidentie Ty Gwyn ar Daf om de wetten op te stellen. Het werkelijke aantal opstellers lag waarschijnlijk lager, het verhaal is in latere kopieën toegevoegd om de wetten meer gezag te geven.

## Munt
Hywel is de enige Welshe koning waarvan bekend is dat hij munten heeft laten uitgeven. Slechts één exemplaar is bekend, geslagen in Chester. Het bevindt zich momenteel in het British Museum.